# Der Nachtmahr
Der Nachtmahr ist ein Film von Achim Bornhak (Künstlername: AKIZ) aus dem Jahr 2015. Zentrale Figur ist die 17-jährige Tina, die nach einer ausschweifenden Party von Alpträumen heimgesucht wird, in denen sie einem missgestalteten Wesen begegnet.

## Handlung
Es ist ein heißer Sommer in Berlin und Tina ist mit Freundinnen unterwegs zu einer nächtlichen Party auf einem Freibadgelände. Eines der Mädchen erzählt von einem in Formalin eingelegten missgebildeten Embryo, das den Schülern im Biologieunterricht gezeigt wurde. Sie fotografiert Tina und erstellt mit dem Smartphone ein Morph zwischen Tina und einem Foto des Embryo. Schon während der Party nimmt Tina ein unförmiges Wesen im Wald wahr, woraufhin sie nach Hause will. Am Auto vermisst sie ihre Halskette und findet Teile der Kette auf der Straße. Während sie die Reste einsammelt, wird sie von einem heranrasenden Wagen erfasst und zur Seite geschleudert. Die Szene erinnert frappierend an ein Unfallvideo, das kurz vorher ein Partygast auf seinem Smartphone gezeigt hatte. Doch offenbar wird Tina nicht ernsthaft verletzt.
Später, zu Hause im Schlaf, wird sie weiter von der Kreatur verfolgt. Ihre Eltern können das Wesen nicht sehen und tun Tinas Erlebnisse als Albtraum ab, nachdem auch herbeigerufene Mitarbeiter eines Sicherheitsdienstes keine Spuren eines Eindringlings finden können.
Sie spricht mit ihrem Psychologen über das Monster und der rät ihr, auf das Wesen zuzugehen und es anzusprechen. Nach anfänglicher Abscheu überwindet sich Tina und spricht mit der Kreatur. Es zeigt sich, dass eine seltsame Verbindung zwischen den beiden besteht: Schmerzen oder Verletzungen, die dem Wesen zugefügt werden, erleidet auch Tina. Ihr wird allmählich klar, dass es sich um eine Inkarnation ihrer tiefsten Ängste handelt und dass dieses Wesen keine Bedrohung darstellt, sondern vielmehr Schutz und Hilfe benötigt. Sie nimmt es mit auf ihr Zimmer und versorgt es mit Lebensmitteln.
Doch plötzlich nehmen auch ihre Eltern das Monster wahr und sind entsetzt. Polizei und Ärzte werden herbeigerufen. Ein Tierarzt betäubt das Monster und im gleichen Moment wird Tina bewusstlos. Die Kreatur wird ins Krankenhaus gebracht und untersucht. Tina geht schließlich wieder zur Schule. Im Englisch-Unterricht interpretiert die Klasse gerade einen Text aus dem Werk The Book of Urizen (Chapter VI) des britischen Schriftstellers William Blake, der inhaltliche Bezüge auf das albtraumhafte Wesen von Tina aufweist. Doch alles hat sich verändert. Ihre früheren Freunde distanzieren sich von ihr und während es dem Wesen im Krankenhaus immer schlechter geht, wird auch Tina schwächer. An ihrem 18. Geburtstag findet sie heraus, dass ihre Eltern planen, sie in eine psychiatrische Klinik einweisen zu lassen. Sie flüchtet und rettet das Monster aus dem Krankenhaus.
Gemeinsam fahren sie zu der ursprünglich für Tinas 18. Geburtstag geplanten Party, die inzwischen ohne Tina stattfindet. Selbstbewusst tritt sie dort mit der Kreatur auf dem Arm auf. Doch alle sind schockiert. Ihre Eltern treffen ein und Tinas Vater schleudert eine Steinskulptur auf das Monster. In einer schnellen Schnittfolge laufen Tinas traumatische Erlebnisse noch einmal ab, bis zurück zu dem Autounfall vom Anfang des Films. Als sie aufwacht, findet sie sich auf dem Rücksitz des Autos. Am Steuer sitzt die Kreatur und die beiden fahren in die Nacht.

## Kritik
„Kino wie es deutsche Förder-Fernseh-Heinis nicht wollen“ schrieb Frédéric Jaeger im Spiegel. „AKIZ landet mit seinem Genre-Vergnügen gleichzeitig einen Horror-, Monster- und Jugendfilm. Weil er jede dieser Dimensionen ernst nimmt, fühlt sich der Film erwachsener an als viele aktuelle Dramen.“

## Auszeichnungen
- Preis der Jugendjury und Preis der Ökumenischen Jury beim Filmfestival Max Ophüls Preis 2016
- Bester ausländischer Film beim 12. Fantaspoa Festival 2016 in Brasilien[3]